# Christian August Lorentzen
Christian August Lorentzen (10 de agosto de 1749 - 8 de mayo de 1828) fue un pintor danés. Fue profesor de Martinus Rørbye

## Biografía
Christian August Lorentzen nació el 10 de agosto de 1749 como hijo de un relojero. Llegó a Copenhague en torno a 1771 donde frecuentó la Real Academia de Bellas Artes aunque no está claro si recibió una formación formal. Desde 1779 a 1782 viajó al extranjero para desarrollar sus habilidades técnicas, visitando los Países Bajos, Amberes y París donde copió a los antiguos maestros. En 1792 viajó a Noruega para pintar perspectivas.
En varias de sus pinturas, como en Slaget på Reden (1801, Museo Danés de Historia Natural) y Den rædsomste nat (1807, Galería Nacional de Dinamarca), documentó hechos clave de las Guerras inglesas entre 1801 y 1814. Posteriormente en su carrera pintó principalmente retratos, paisajes y escenas de las comedias de Ludvig Holberg.
Como profesor de la Real Academia en Copenhague desde 1803 hasta su muerte en 1828, ejerció una gran influencia sobre la siguiente generación de pintores, como Martinus Rørbye entre otros.

## Galería

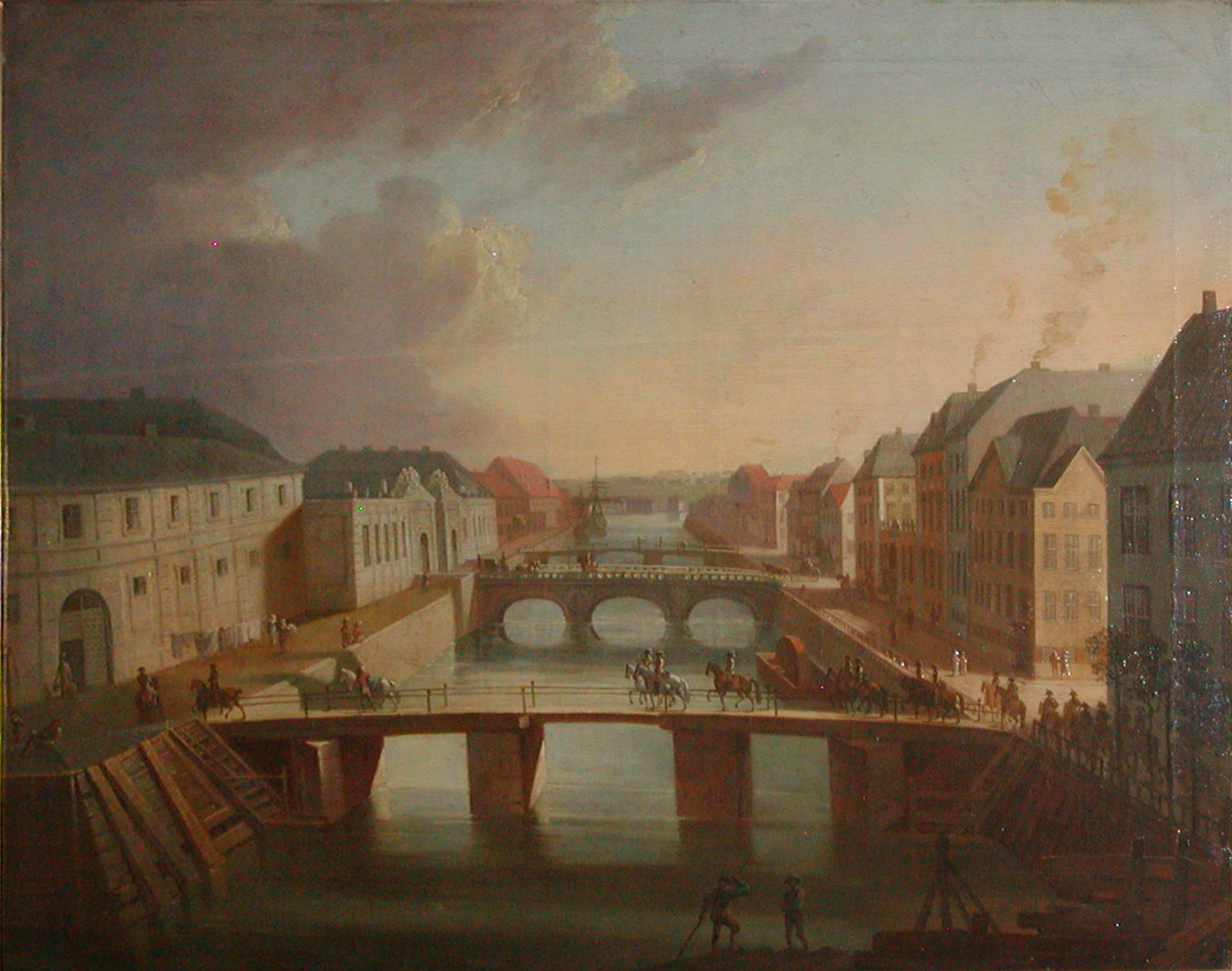
Canal de Frederiksholm en Copenhague, 1794.
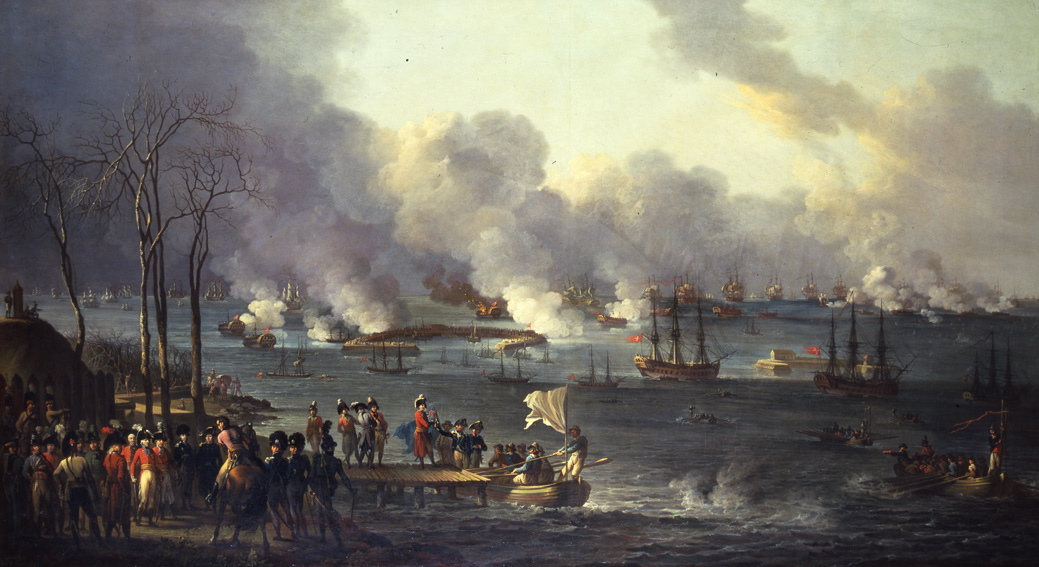
Última fase de la Batalla de Copenhague, presentada como si fueran los ingleses los que tuvieran que pedir un cese el fuego.
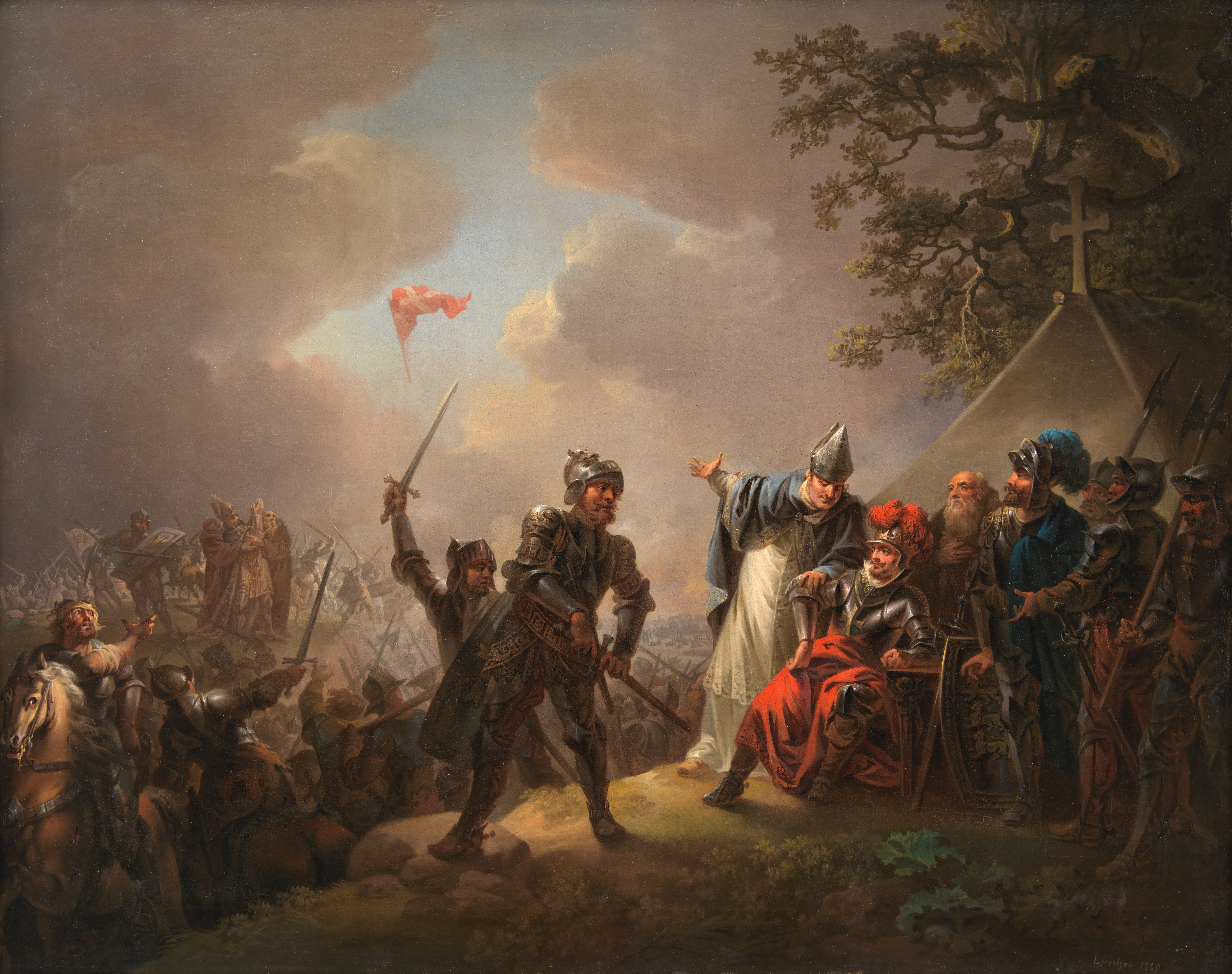
Dannebrog cayendo del cielo durante la batalla de Lyndanisse, 1219.
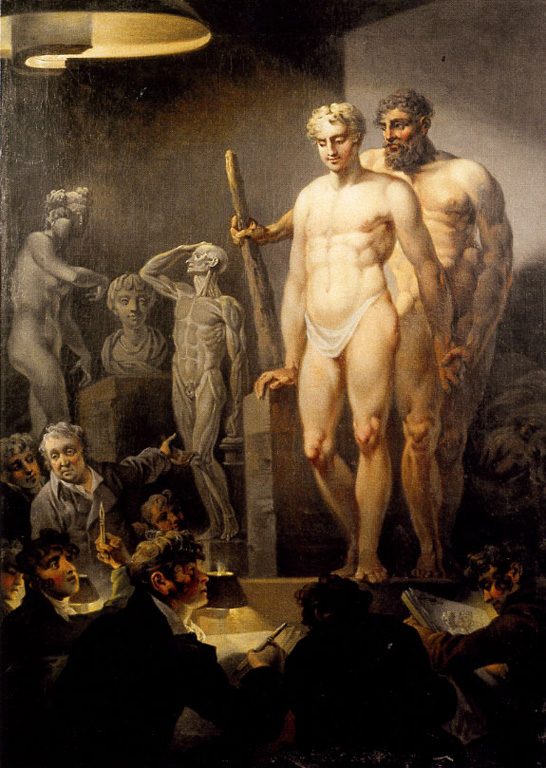
Clases de modelación en la Real Academia de Bellas Artes, c. 1824.